# Valapattanam
Valapattanam (o Beliapatanam, Valarpattanam, Baliapatam, Azhikal, Azhikkal) è una suddivisione dell'India, classificata come census town, di 8.369 abitanti, situata nel distretto di Kannur, nello stato federato del Kerala. In base al numero di abitanti la città rientra nella classe V (da 5.000 a 9.999 persone).

## Geografia fisica
La città è situata a 11° 54' 0 N e 75° 22' 0 E e ha un'altitudine di 5 m s.l.m..

## Società

### Evoluzione demografica
Al censimento del 2001 la popolazione di Valapattanam assommava a 8.369 persone, delle quali 4.154 maschi e 4.215 femmine. I bambini di età inferiore o uguale ai sei anni assommavano a 1.209, dei quali 608 maschi e 601 femmine. Infine, coloro che erano in grado di saper almeno leggere e scrivere erano 6.770, dei quali 3.441 maschi e 3.329 femmine.